# Kernschaden
Der Begriff Kernschaden leitet sich von dem englischen core damage ab und bezieht sich auf Unfall-Ereignisse in Kernkraftwerken. Entgegen dem ersten Eindruck wird darunter nicht eine maßvolle Beschädigung des Reaktorkerns oder (als pauschale Umschreibung) allenfalls auch weitergehende Schäden am Kern verstanden, sondern eine „schwere Beschädigung der Anlage“ – im Prinzip also sogar bereits über die Kernschmelze herausgehend – aus der unter Umständen auch eine größere Freisetzung von Radioaktivität resultieren könnte. Eine relativ geringe Beschädigung des Reaktorkerns, die durch verspätete Notkühlung noch aufgefangen werden konnte, wird mit „multiple Brennelement-Schäden“ umschrieben. Eine Zwischenform war die Kernschmelze im Kernkraftwerk Three Mile Island: hier war ein teilweiser „Meltdown“ (Herunterschmelzen) des Kerns entstanden, der ebenfalls noch gekühlt werden konnte, bevor er den Reaktorbehälter verlassen konnte.
Ein Beispiel der genannten Kategorie „multiple Brennelement-Schäden“ ereignete sich im Jahr 2001 im Kernkraftwerk Cattenom, Block 3. Nicht durch Unfall oder Störfall, sondern durch chronische Einwirkungen während des Betriebs, wurden 92 Brennstäbe, eingebaut gewesen in 28 Brennelemente des Reaktors, beschädigt. Einige davon waren sogar gebrochen. Das Problem konnte durch Auswechseln der betroffenen Brennelemente und Reinigung des durch teilweise Auswaschung von Radionukliden kontaminierten Reaktorkreislaufs behoben werden.